# Premio Irène Joliot-Curie
Il premio Irène Joliot-Curie è un premio francese, che viene assegnato a donne che si sono distinte per la qualità del loro lavoro scientifico. Il premio non deve essere confuso con il Premio Joliot-Curie riservato al settore della fisica nucleare.

## Storia
Il premio nasce nel 2001 in Francia con l'obiettivo di promuovere il ruolo della donna nella ricerca sia pubblica che privata. Questo nuovo riconoscimento porta il nome della scienziata Irène Joliot-Curie, premio Nobel per la chimica nel 1935.
Il premio era articolato in quattro sezioni: scienziata dell'anno, giovane donna scienziata, donna ricerca e impresa, e mentoring, quest'ultima cetogoria è stata soppressa nel 2009. 
Nel 2021, in occasione dei vent'anni del premio, è stato aggiunto un premio speciale per l'impegno profuso nel campo della ricerca fondamentale o applicata per la lotta contro l'epidemia di COVID-19. Il premio speciale fu vinto da Vittoria Colizza, direttrice all'INSERM. Nel 2022 il premio speciale per l'impegno profuso è stato reiterato a assegnato a Céline Bellard per le sue riceerche sulle invasioni biologiche legate al cambiamento climatico.

## Regolamento
Il premio è gestito dal Ministero dell'istruzione superiore, della ricerca e dell'innovazione del governo francese. Dal 2011 l'Accademia francese delle scienze e l'Accademia delle tecnologie sono incaricati di creare la giuria per la selezione dei candidati. Le candidature devono pervenire entro l'inizio del mese di settembre. Possono postulare tutte le donne che lavorano in campo scientifico o per un'impresa francese o per la ricerca pubblica francese. La nazionalità francese non è un criterio richiesto. È necessario svolgere l'attività scientifica da almeno 3 anni, mentre per la categoria "Donna scienziata dell'anno" è necessario avere una carriera di almeno dieci anni.
Il premio, composto anche di un contributo economico, viene conferito dal ministro dell'istruzione nella sala della cupola presso l'Institut de France.

## Premiati
| Anno | Categorie                      | Categorie                     | Categorie                    | Categorie                                                         |  |
| Anno | Scienziata dell'anno           | Giovane donna scienziata      | Donna, ricerca e impresa     | Mentoring                                                         |  |
| ---- | ------------------------------ | ----------------------------- | ---------------------------- | ----------------------------------------------------------------- |  |
| 2003 | Françoise Héritier             |                               | Muriel Thomasset             | Association française des femmes ingénieurs                       |  |
| 2004 | Marie-Françoise Roy            |                               | Anne-Marie Jolly-Desodt      | Société internationale pour l'étude des femmes de l'Ancien Régime |  |
| 2005 | Rose Dieng-Kuntz               | Béatrice Chatel               |                              | Ingénieur-e de demain de l’association OPE-URIS                   |  |
| 2006 | Cecilia Ceccarelli             | Julia Kempe                   | Françoise Heilmann-Pascal    |                                                                   |  |
| 2007 | Monique Combescure             | Hakima Mendil-Jakani          | Magali Vaissière             | Marie-Paule Cani                                                  |  |
| 2008 | Brigitte Senut                 | Katell Berthelot              | Catherine Langlais           | Catherine Marry                                                   |  |
| 2009 | Michèle Leduc                  | Virginie Bonnaillie-Noël      | Malika Haimeur               | Association française des femmes diplômées des universités        |  |
| 2010 | Alessandra Carbone             | Anne Peyroche                 | Françoise Soussaline         |                                                                   |  |
| 2011 | Anne-Marie Lagrange            | Laure Saint-Raymond           | Pascale Vicat-Blanc          |                                                                   |  |
| 2012 | Marina Cavazzana               | Bénédicte Menez               | Isabelle Buret               |                                                                   |  |
| 2013 | Valérie Masson-Delmotte        | Wiebke Drenckhan Claire Wyart | Véronique Newland            |                                                                   |  |
| 2014 | Hélène Olivier-Bourbigou       | Virginie Courtier-Orgogozo    | Séverine Sigrist             |                                                                   |  |
| 2015 | Leticia Cugliandolo            | Rut Carballido Lopez          | Agnès Bernet                 |                                                                   |  |
| 2016 | Françoise Briquel-Chatonnet    | Nathalie Carrasco             | Sylvaine Neveu               |                                                                   |  |
| 2017 | Nathalie Palanque-Delabrouille | Hélène Morlon                 | Aline Gouget                 |                                                                   |  |
| 2018 |                                | Lenka Zdeborová               | Dinh Thuy Phan Huy           |                                                                   |  |
| 2019 | Françoise Lamnabhi-Lagarrigue  | Sophie Postel-Vinay           | Belinda Cowling              |                                                                   |  |
| 2020 | Fariba Adelkhah                | Céline Guivarch               | Sandrine Lévêque-Fort        |                                                                   |  |
| 2021 | Julie Grollier                 | Cécile Charrier               | Odile Hembise Fanton d’Andon |                                                                   |  |
| 2022 | Bérengère Dubrulle             | Nina H. Amini                 | Marjorie Cavarroc-Weimer     |                                                                   |  |